# Грин, Кит
Кит Гордон Грин (21 октября 1953 — 28 июля 1982) — американский певец, композитор, автор текстов песен и поэт, чьё творчество можно отнести к жанру «Современная христианская музыка».

## Биография
Родился в Бруклине, Нью-Йорк, в районе Шипсхед Бэй (англ. Sheepshead Bay). Кит Грин всемирно известен как музыкант, посвятивший себя евангелическому христианству, и приложивший огромные усилия для того, чтобы его слушатели были охвачены христианской проповедью. Самые известные песни, исполненные и написанные Грином и его женой, Мелоди Грин — «Your Love Broke Through», «You Put This Love In My Heart», и «Asleep In The Light» также широкую известность получили его гимны «O Lord, You’re Beautiful» и «There Is A Redeemer».
Погиб во время экскурсионного полёта при падении небольшого двухмоторного самолёта Cessna 414 вместе с двумя своими детьми: трёхлетним Иосией и двухлетней Беттани. В катастрофе погибли пилот и все 11 пассажиров, в том числе 8 детей.

## Дискография

### Собственные релизы автора: 1965—1982

#### Записи христианской музыки
- For Him Who Has Ears to Hear (20 мая 1977)
- No Compromise (9 ноября 1978)
- So You Wanna Go Back to Egypt (7 мая 1980)
- The Keith Green Collection (11 августа 1981)
- Songs For The Shepherd (12 апреля 1982)

### Посмертные выпуски записей: 1983—н.в.
- I Only Want To See You There (21 марта, 1983)
- The Prodigal Son (15 августа 1983)
- Jesus Commands Us To Go (20 июля, 1984)
- The Ministry Years, Volume One (1977-1979) (1987)
- The Ministry Years, Volume Two (1980-1982) (1988)
- Keith Green Live (His Incredible Youth) (1995)
- The Early Years (1996)
- The Ministry Years, Volume Two (1980—1982) (CD Release) (1999)
- The Ultimate Collection (DVD/CD Release) (2002)
- Live Experience (CD Release) (29 апреля 2008)
- Live Experience Special Edition (CD/DVD Release) (29 апреля 2008)
- Greatest Hits (29 апреля 2008)

### Альбомы-трибьюты (посвящения)
- No Compromise: Remembering the Music of Keith Green (1993)
- Start Right Here: Remembering the Life of Keith Green (2001)
- Your Love Broke Through: The Worship Songs Of Keith Green (2002)

## Цитаты
«Сейчас время перестать играть в церковь и начать быть Церковью (Мтф. 18:20)». — Кит Грин, согласно цитированию Мелоди Грин во вступлении к A Cry in the Wilderness, Sparrow Press, 1993.
Оригинальный текст (англ.)It’s time to quit playing church and start being the Church (Matt. 18:20)